# Lacides
Lacides   (Cirene, segle III aC - c. 205 aC) (grec antic: Λακύδης, llatí: Lacydes), fill d'Alexandre, fou un poeta i filòsof grec nadiu de Cirene.
Era molt pobre de jove, però va treballar de valent. Reconegut per les seves maneres seductores, el seu caràcter afable i el seu enginy, va arribar a Atenes i es va afiliar a l'Acadèmia Mitjana. Fou deixeble d'Arcesilau al que va succeir com a escolarca de l'Acadèmia, presidència que va exercir durant vint-i-sis anys. Va donar les seves lliçons en un jardí anomenat Λακύδειον (Lacideion) que li havia concedit el seu amic Àtal III de Pèrgam Filometor. Va morir d'un excés de beguda l'any 241 aC, segons Diògenes Laerci, una anècdota contradita per Eusebi de Cesarea, que diu d'ell que era moderat en tot A la seva mort el van succeir com a escolarques Tèlecles i Evànder de Fòcida. Un deixeble seu va ser Euforió de Calcis.
En general era frugal i va rebre el renom de  οἰκονομικός. Suides esmenta els seus escrits sota el nom general de φιλόσοφα o περὶ φύσεως. Diògenes d'Enoanda el cita en un treball sobre la relativitat de les sensacions.